# Ajnó
Az Ajnó női név az Ainó magyaros alakja, jelentése: egyetlen, egyedüli.

## Rokon nevek
Ainó

## Gyakorisága
Az újszülötteknek adott nevek körében az 1990-es években szórványosan fordult elő. A 2000-es és a 2010-es években sem szerepelt a 100 leggyakrabban adott női név között.
A teljes népességre vonatkozóan az Ajnó sem a 2000-es, sem a 2010-es években nem szerepelt a 100 leggyakrabban viselt női név között.

## Névnapok
Ainó: május 10.